# Peverell
Peverell – dzielnica miasta Plymouth w Anglii, w hrabstwie Devon, w dystrykcie (unitary authority) City of Plymouth. Leży 2,5 km od miasta Plymouth. W 2016 miejscowość liczyła 14 092 mieszkańców.